# William McPherson Allen
William McPherson Allen est un homme d'affaires américain de l'industrie aéronautique né le 1er septembre 1900 à Lolo, Montana (en) et mort le 28 octobre 1985 à Seattle. Il est le président de Boeing de 1945 à 1968.

## Biographie

### Enfance et études
Il naît à Lolo, dans le Montana et fréquente l'université du Montana, où il devient membre de la fraternité Sigma Chi.

### Carrière
Diplômé en 1925 de la Harvard Law School, il rejoint le conseil d'administration de Boeing Air Transport (en) en 1930, tout en restant employé de son cabinet d'avocats de Seattle, Donworth, Todd & Higgins.
Un an plus tard, il rejoint le conseil d'administration de Boeing Airplane Company en tant que conseiller d'entreprise.
Après le décès du président de Boeing Philip G. Johnson en 1944, le président Claire Egtvedt (en) est chargé de nommer son remplaçant. Estimant qu'aucun des ingénieurs principaux de la société ne possède une expérience suffisamment large pour diriger l'entreprise, il se tourne vers William Allen. Se considérant comme non qualifié pour diriger une société d'ingénierie, Allen  décline d'abord l'offre avant de finalement l'accepter. Allen est le président de la Boeing Company du 1er septembre 1945 au 29 avril 1968. Il est également le président de la société Boeing de 1968 à 1972. Alors qu'il est président de Boeing, il prend la célèbre décision en 1952 de « miser sur la société », en autorisant la construction du Boeing 367-80, puis en autorisant le lancement du développement du Boeing 707,. Il participe également au lancement d'autres avions de renom, parmi lesquels le Boeing 727, le Boeing 737 et le Boeing 747.
En 1966, Allen demande à Malcolm T. Stamper (en) de diriger la production du nouvel avion 747 sur lequel reposait l'avenir de la société. Il s'agissait d'un défi monumental en matière d'ingénierie et de gestion, qui comprenait la construction de la plus grande usine du monde pour la fabrication du 747 à Everett, dans l'État de Washington, une usine de la taille de 40 terrains de football.
Au cours des dernières années de sa vie, Allen souffre de la maladie d'Alzheimer. Il meurt à Seattle le 28 octobre 1985, à l'âge de 85 ans.

## Récompenses et distinctions
Il reçoit en 1965 la médaille Vermilye du Franklin Institute.
En 1971, il reçoit le prix Tony Jannus pour ses contributions remarquables à l'aviation commerciale.
En 1971, Allen fait son entrée au National Aviation Hall of Fame à Dayton, dans l'Ohio pour « sa contribution à l'aviation tout au long de sa vie ».
En 1975, Allen a fait son entrée au International Air & Space Hall of Fame.
En 1975, Allen est l'un des quatre premiers membres vivants intronisés au National Business Hall of Fame du magazine Fortune. En 2003, un article de Jim Collins paru dans Fortune a classe Allen au deuxième rang des 10 plus grands PDG de tous les temps.